# Johannes Heesters
Johannes Heesters, egentlig Johan Marius Nicolaas Heesters (5. december 1903 i Amersfoort – 24. december 2011 i Starnberg) var en hollandsk-østrigsk skuespiller, sanger og entertainer, der har haft en 87 år lang karriere, men næsten kun er blevet kendt i den tysktalende verden. Han regnes som verdens ældste aktive scenekunstner nogensinde.
Han var den yngste af købmanden Jacobus Heesters og hustruen Gertruida, født van der Hoevel, fire sønner. Efter at være blevet udlært som købmand, besluttede han sig på sin 16. års fødselsdag at blive skuespiller. Han fuldførte en sang og skuespilleruddannelse og fik en række af engagementer. 1921 optrådte han første gang på en teaterscene. 1924 spillede han en birolle i sin første film, den hollandske stumfilm "Cirque Hollandais".
1930 giftede han sig med den belgiske skuspillerinde Louise H. Ghijs, som han var gift med indtil hendes død 1985. Deres to døtre er, Wiesje Herold-Heesters (pianistinde i Wien) og Nicole Heesters (Skuespillerinde i Hamborg).
Han debuterede i 1934 i Wiener Volksoper med operetten "Tiggerstudenten". I 1935 flyttede Heesters til Tyskland, hvor han har boet siden. Under det tredje rige optrådte han bl.a. for Adolf Hitler og besøgte Dachau-koncentrationslejren. Han har afvist at have underholdt for SS-tropperne, men tabte i 2008 en retssag om spørgsmålet, anlagt af forfatteren Volker Kuehn.
Efter den 2. Verdenskrig fortsatte han sin karriere og sang i Wien, München og Berlin. Med greve Danilos "Da geh’ ich ins Maxim" fra operetten "Den lystige enke blev gennen Heesters et evergreen. I den rolle optrådte han over 1600 gange.
1953 blev han engagieret af Otto Preminger til Hollywood filmen "Die Jungfrau auf dem Dach. I 1960erne og 1970erne var han med i mange tyske fjernsynsfilm, teateroptagelser og fjernsyns-shows.
1978 udkom hans erindringsbog: "Es kommt auf die Sekunde an".
1992 giftede Heesters sig med den tyske skuespillerinden Simone Rethel. Fra 1996 til sommeren
2001 optrådte han 250 gange sammen med sin kone med teaterstykket "Ein gesegnetes Alter", som i 1996 også blev vist på TV . 2005 var Heesters på tourné med "Deutschen Filmorchester Babelsberg" og besøgte syv tyske storbyer.
2006 var Heesters sammen med Katja Riemann solist i koncertprogrammet "Stars go swing i Admiralspalast Berlin.
I februar 2008 optrådte Heesters, efter mere end 40 år, igen i sin hollandske fødeby Amersfoort.
I juni 2009 spiillede den 105-årige i "am Alten Schauspielhaus Stuttgart" i "Jedermann die Rolle von Gott". Siden juli 2010 spillede Heesters kongen i Rolf Hochhuths "Inselkomödie“ i "Berliner Ensemble".
Som 106-årig udtalte Johannes Heesters: "Jeg holder nu op med at ryge på grund af kærlighed til min 45 år yngre kone. Hun skal have fornøjelsen af mig så længe som muligt".